# Zabrodje
Zabrodje – (meteoryt może być wymieniany pod innym nazewnictwem: Vilna, Zabrodzie) meteoryt kamienny należący do chondrytów oliwinowo-hiperstenowych L6. Spadek meteorytu zaobserwowano  22 września 1893 roku na Białorusi w pobliżu miasta Witebsk. Z miejsca spadku pozyskano 3 kg materii meteorytowej.